# Орден святої рівноапостольної княгині Ольги (УПЦ МП)
Орден Святої рівноапостольної княгині Ольги — жіночий орден Російської православної церкви. Засновано визначенням Патріарха Пимена і Священного синоду РПЦ від 28 грудня 1988 року в ознаменування 1000-річчя хрещення Русі. Є третім, за часом установи, орденом РПЦ.

## Статут ордена
Орденом Святої рівноапостольної княгині Ольги нагороджуються жінки за заслуги на різних теренах церковного, державного і суспільного служіння, а також за труди на користь ближніх. Цього ордена удостоюються настоятельки монастирів, церковні працівниці на ниві духовного просвітництва.
Орден носиться на лівій стороні грудей, і при наявності інших орденів Російської Православної Церкви розташовується слідом за Орденом Святителя Інокентія митрополита Московського і Коломенського.

## Нагороджені
- Романова Марія Володимирівна — голова Російського імператорського дому (2009 рік).